# بریانا اویگان
بریانا اویگان (انگلیسی: Briana Evigan؛ زادهٔ ۲۳ اکتبر ۱۹۸۶) یک هنرپیشه اهل ایالات متحده آمریکا است. وی از سال ۱۹۹۶ میلادی تاکنون مشغول فعالیت بوده‌است.
او در فیلم رودخانه قرمز می‌شود بازی کرده‌است.